# Ukryta prawda (serial telewizyjny)
Ukryta prawda – polski serial paradokumentalny emitowany na antenie TVN od 13 lutego 2012, oparty na niemieckim oryginale Family Stories emitowanym na kanale RTL II.

## Charakterystyka formatu
W każdym odcinku przedstawiane są historie ludzi dotkniętych przez los oraz typowe konflikty, do jakich dochodzi w polskich rodzinach. Akcja serialu rozgrywa się głównie w Warszawie i okolicach. Każdy odcinek stanowi autonomiczną historię. W obsadzie serialu występują zarówno amatorzy, jak i zawodowi aktorzy, wyłonieni podczas castingów organizowanych przez producenta serialu lub agencję Stars Impresariat.

## Spis serii
Uwaga: tabela zawiera daty odnoszące się wyłącznie do pierwszej emisji telewizyjnej; nie uwzględniono w niej ewentualnych prapremier w serwisach internetowych (np. Player).
| Seria | Odcinki        | Pierwsza emisja telewizyjna (TVN) | Pierwsza emisja telewizyjna (TVN) | Pierwsza emisja telewizyjna (TVN) | Pierwsza emisja telewizyjna (TVN)                                                          |
| Seria | Odcinki        | Sezon                             | Początek emisji                   | Koniec emisji                     | Pora emisji                                                                                |
| ----- | -------------- | --------------------------------- | --------------------------------- | --------------------------------- | ------------------------------------------------------------------------------------------ |
| 1.    | 1–72 (72)      | wiosna 2012                       | 13 lutego 2012                    | 25 maja 2012                      | poniedziałek–piątek 16.55                                                                  |
| 2.    | 73–126 (54)    | jesień 2012                       | 3 września 2012                   | 16 listopada 2012                 | poniedziałek–piątek 18.00                                                                  |
| 3.    | 127–202 (76)   | wiosna 2013                       | 11 lutego 2013                    | 31 maja 2013                      | poniedziałek–piątek 18.00                                                                  |
| 4.    | 203–270 (68)   | jesień 2013                       | 2 września 2013                   | 6 grudnia 2013                    | poniedziałek–piątek 15.00                                                                  |
| 5.    | 271–348 (78)   | wiosna 2014                       | 10 lutego 2014                    | 30 maja 2014                      | poniedziałek–piątek 17.00                                                                  |
| 6.    | 349–412 (64)   | jesień 2014                       | 1 września 2014                   | 28 listopada 2014                 | poniedziałek–piątek 17.00                                                                  |
| 7.    | 413–499 (87)   | wiosna 2015                       | 9 lutego 2015                     | 12 czerwca 2015                   | poniedziałek–piątek 17.00                                                                  |
| 8.    | 500–567 (68)   | jesień 2015                       | 1 września 2015                   | 4 grudnia 2015                    | poniedziałek–piątek 17.00 (odc. 500–523, 563–567) poniedziałek–piątek 16.25 (odc. 524–562) |
| 9.    | 568–644 (77)   | wiosna 2016                       | 8 lutego 2016                     | 27 maja 2016                      | poniedziałek–piątek 17.00                                                                  |
| 10.   | 645–709 (65)   | jesień 2016                       | 1 września 2016                   | 2 grudnia 2016                    | poniedziałek–piątek 17.00                                                                  |
| 11.   | 710–781 (72)   | wiosna 2017                       | 6 lutego 2017                     | 19 maja 2017                      | poniedziałek–piątek 17.00                                                                  |
| 12.   | 782–850 (69)   | jesień 2017                       | 4 września 2017                   | 8 grudnia 2017                    | poniedziałek–piątek 17.00                                                                  |
| 13.   | 851–922 (72)   | wiosna 2018                       | 12 lutego 2018                    | 25 maja 2018                      | poniedziałek–piątek 17.00                                                                  |
| 14.   | 923–990 (68)   | jesień 2018                       | 3 września 2018                   | 7 grudnia 2018                    | poniedziałek–piątek 18.00                                                                  |
| 15.   | 991–1057 (67)  | wiosna 2019                       | 25 lutego 2019                    | 31 maja 2019                      | poniedziałek–piątek 18.00                                                                  |
| 16.   | 1058–1120 (63) | jesień 2019                       | 2 września 2019                   | 29 listopada 2019                 | poniedziałek–piątek 18.00                                                                  |
| 17.   | 1121–1140 (20) | wiosna 2020                       | 2 marca 2020                      | 27 marca 2020                     | poniedziałek–piątek 18.00                                                                  |
| 18.   | 1141–1208 (68) | jesień 2020                       | 1 września 2020                   | 4 grudnia 2020                    | poniedziałek–piątek 18.00                                                                  |
| 19.   | 1209–1281 (73) | wiosna 2021                       | 15 lutego 2021                    | 28 maja 2021                      | poniedziałek–piątek 18.00                                                                  |
| 20.   | 1282–1352 (71) | jesień 2021                       | 1 września 2021                   | 10 grudnia 2021                   | poniedziałek–piątek 18.00                                                                  |
| 21.   | 1353–1403 (51) | wiosna 2022                       | 28 lutego 2022                    | 13 maja 2022                      | poniedziałek–piątek 17.20 (odc. 1353–1398) poniedziałek–piątek 17.55 (odc. 1399–1403)      |
| 22.   | 1404–1463 (60) | jesień 2022                       | 1 września 2022                   | 25 listopada 2022                 | poniedziałek–piątek 17.55                                                                  |
| 23.   | 1464–1523 (60) | wiosna 2023                       | 27 lutego 2023                    | 29 maja 2023                      | poniedziałek–piątek 17.55                                                                  |
| 24.   | 1524–1583 (60) | jesień 2023                       | 4 września 2023                   | 27 listopada 2023                 | poniedziałek–piątek 17.55                                                                  |
| 25.   | 1584–1623 (40) | wiosna 2024                       | 4 marca 2024                      | 6 maja 2024                       | poniedziałek–piątek 16.55                                                                  |
| 26.   | 1624–1671 (48) | jesień 2024                       | 2 września 2024                   | 25 października 2024              | poniedziałek–piątek 16.35                                                                  |
| 26.   | 1624–1671 (48) | jesień 2024                       | 18 listopada 2024                 | 27 listopada 2024                 | poniedziałek–piątek 16.35                                                                  |
| 27.   | 1672–1688 (17) | wiosna 2025                       | 27 lutego 2025                    | 25 kwietnia 2025                  | czwartek i piątek 17.40 (1672–1680) czwartek i piątek 17.55 (od 1681)                      |
| 28.   | od 1689        | jesień 2025                       | 1 września 2025                   | b.d.                              | poniedziałek–piątek 15.00                                                                  |